# Strumieńczyk czarnogłowy
Strumieńczyk czarnogłowy (Bathmocercus cerviniventris) – gatunek małego ptaka z rodziny chwastówkowatych (Cisticolidae). Występuje w Afryce Zachodniej w regionie Górnej Gwinei. Od 2018 ma status gatunku niedostatecznie rozpoznanego (DD, Data Deficient), wcześniej uznawany za gatunek bliski zagrożenia.

## Taksonomia
Po raz pierwszy gatunek opisał Richard Bowdler Sharpe w 1877. Holotyp pochodził z Ghany (wówczas jeszcze znanej jako Złote Wybrzeże, kolonia brytyjska). Autor nadał nowemu gatunkowi nazwę Apalis cerviniventris. Obecnie (2022) Międzynarodowy Komitet Ornitologiczny umieszcza strumieńczyka czarnogłowego w rodzaju Bathmocercus. Nie wyróżnia podgatunków, podobnie jak autorzy HBW. Niektórzy autorzy uznawali strumieńczyki czarnogłowe i czarnolice (B. rufus) za jeden gatunek. Holotypem była samica, Sharpe pozyskał jeszcze jeden okaz, który uznał za samca. Przechowywany jest w zbiorach Muzeum Historii Naturalnej w Londynie.

## Morfologia
Długość ciała wynosi około 13 cm, masa ciała 14–18 g. Głowa i pierś czarne. Brzuch i boki kasztanowe. Wierzch ciała brązowy z ciemniejszymi skrzydłami i ogonem. Samica ma upierzenie w większości płowobrązowe z nieco jaśniejszym gardłem. Dziób czarny. Tęczówka kasztanowa. Nogi niebieskoszare. W literaturze istnieją nieścisłości dotyczące upierzenia strumieńczyków czarnogłowych. Wygląd osobnika odłowionego w 2004 w lesie Pic De Fon (Gwinea) wyglądem odpowiadał schematowi upierzenia w szacie młodocianej Borrowa i Demeya (2001), jednak zdaniem autorów zachowanie ptaków o podobnym upierzeniu w otoczeniu wskazywało, że takową szatę nosiły dorosłe samice. Były to wnioski sprzeczne z twierdzeniem Borrowa i Demeya, jakoby samiec i samica były nieodróżnialne na podstawie upierzenia.

## Zasięg występowania
Zasięg występowania strumieńczyka czarnogłowego nieregularnie rozciąga się w lasach Górnej Gwinei: od Sierra Leone i południowo-wschodniej Gwinei na wschód po centralne Wybrzeże Kości Słoniowej i południową Ghanę. W większej części zasięgu występuje wyłącznie lokalnie. W Ghanie być może wymarły.

## Ekologia i zachowanie
Środowiskiem życia strumieńczyków czarnogłowych jest gęsty podszyt w pierwotnych i wtórnych lasach, zarówno na nizinach, jak i na terenach podgórskich. Zamieszkują różnorodne lasy, również te na mokradłach i lasy galeriowe. Wybierana przez nie roślinność porasta brzegi niewielkich rzek i strumieni. Ze względu na niepewność i małą liczbę obserwacji możliwe, że strumieńczyki czarnogłowe mają specjalne wymagania środowiskowe, których mogą nie spełniać obszary przekształcane przez człowieka. Żerują blisko podłoża, zawsze obserwowane były w parach. Pożywieniem tych ptaków są głównie niewielkie owady i inne bezkręgowce, w tym chrząszcze (Coleoptera), prostoskrzydłe (Orthoptera), nimfy modliszek (Mantodea), ślimaki (Gastropoda).

### Lęgi
W 2006 wiadomo było o niedawnej obserwacji opierzonego już pisklęcia pod koniec czerwca w Sierra Leone, co wskazuje na prawdopodobne zniesienie w maju. Poza tym brak informacji.

## Status i zagrożenia
IUCN od 2018 klasyfikuje strumieńczyka czarnogłowego jako gatunek niedostatecznie rozpoznany (DD, Data Deficient; stan w 2022). Wcześniej w latach 1988 i 2000–2016 nadawano mu status gatunku bliskiego zagrożenia (NT, Near Threatened), w 1994 i 1996 – gatunku narażonego na wyginięcie. BirdLife International uznaje trend liczebności populacji za prawdopodobnie spadkowy. Zagrożeniem dla strumieńczyków czarnogłowych jest niepokojenie wskutek wycinki prowadzonej na nizinach; ze względu na specyficzne wymagania środowiskowe prawdopodobnie sama wycinka nie stanowi zagrożenia. Znaczne szkody poczynić może wydobycie żelaza i innych surowców w Gwinei i Liberii.